# Roter Berg (Thüringer Schiefergebirge)
Der Rote Berg ist ein 799,2 m ü. NHN hoher Berg westlich von Spechtsbrunn im Landkreis Sonneberg im Thüringer Schiefergebirge. Der Rennsteig führt in Höhe der Brandwiese (774 m) nördlich am Gipfel vorbei. Hier befindet sich ein ehemaliger Schieferbruch, der Brand, heute ein Berggasthof mit Finnhütten. 
Westlicher Nachbar ist der Hohe Schuß (824,6 m), eine der höchsten Erhebungen im Landkreis Saalfeld-Rudolstadt. Der Rote Berg läuft nach Süden im Pfannstiel (764 m) aus und wird damit zum Südlichen Hohen Schiefergebirge gezählt. Seine nördlichen Ausläufer, u. a. der Steinerne Reiter (725,5 m), die bis in das Stadtgebiet von Gräfenthal reichen, werden dem Nördlichen Hohen Schiefergebirge zugerechnet. Im Osten des Massivs, an seinem südöstlichen Ausläufer Winterberg (726 m) und dessen nördlicher Fortsetzung Zimmerhügel (724,5 m) bei Spechtsbrunn kreuzt die Alte Heerstraße („Biel“) den Rennsteig, der südlich der Ausläufer Kalte Küche (723 m) und Glashügel (741 m) den Übergang zum Frankenwald passiert.